# Carolyn Bourdeaux

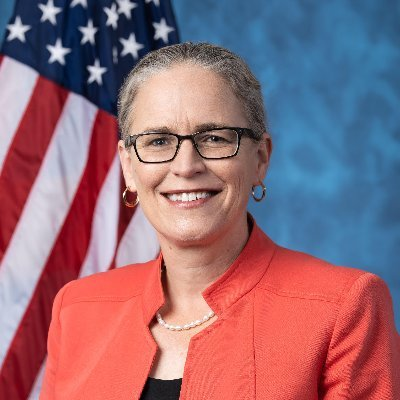
Carolyn Bourdeaux (2021)

Carolyn Jordan Bourdeaux (* 3. Juni 1970) ist eine US-amerikanische Politikerin der Demokratischen Partei. Von 2021 bis 2023 vertrat sie den siebten Distrikt des US-Bundesstaats Georgia im Repräsentantenhaus der Vereinigten Staaten.

## Werdegang
Bourdeaux stammt aus Roanoke, Virginia, wo sie bis 1988 die Northside High School besuchte. Sie studierte an der Yale University Geschichte und schloss das Studium 1992 mit einem Bachelor of Arts in Geschichte und Wirtschaftswissenschaft ab. 1999 erwarb sie einen Master of Public Administration an der University of Southern California, 2003 promovierte sie an der Syracuse University und erwarb den Titel Doctor of Public Administration.
Von 2003 bis 2020 war Bourdeaux Professorin an der Andrew Young School of Public Policy der Georgia State University und gründete dort 2014 das Center for State and Local Finance.
Bourdeaux ist verheiratet, mit ihrem Mann Jeff hat sie einen Sohn. Sie lebt mit ihrer Familie in Suwanee (Georgia).

## Politik
Ihre politische Karriere begann als Assistentin von Senator Ron Wyden. Von 2007 bis 2010 war sie Direktorin des Senate Budget and Evaluation Office von Georgia.
2018 trat Bourdeaux bei der Zwischenwahl zum Repräsentantenhaus erstmals als Kandidatin der Demokratischen Partei für den siebten Kongresswahlbezirk von Georgia an. Ihre Kandidatur wurde von Barack Obama unterstützt. Der Wahlsieg des amtierenden republikanischen Abgeordneten Rob Woodall galt als sicher, doch tatsächlich verzeichnete dieser mit nur 433 Stimmen Vorsprung den knappsten Sieg dieser Wahlen.
Nachdem Woodall am 7. Februar 2019 bekannt gab, dass er für keine weitere Amtszeit kandidieren würde, verkündete Bourdeaux am selben Tag, dass sie 2020 erneut für den siebten Distrikt von Georgia antreten werde. Sie gewann die Vorwahl der Demokratischen Partei mit 52,8 % gegen fünf Mitbewerber und trat bei den Wahlen am 3. November 2020 gegen den Kandidaten der Republikaner, Rich McCormick, an. Bei der Wahl setzte sich Bourdeaux mit 51,4 % durch und konnte als einzige Kandidatin der Demokraten einen zuvor von den Republikanern gehaltenen existierenden Wahlbezirk gewinnen. Gleichzeitig war sie die erste Frau, die den siebten Wahlbezirk von Georgia vertrat.
Die Primary (Vorwahl) ihrer Partei für die Wahlen 2022 am 24. Mai konnte sie gegen die bisherige Abgeordnete des sechsten Distrikts, Lucy McBath, nicht gewinnen; sie unterlag mit lediglich 31 % der Stimmen. Dadurch schied sie am 3. Januar 2023 aus dem Repräsentantenhaus aus.

### Ausschüsse
Bourdeaux war zuletzt Mitglied in folgenden Ausschüssen des Repräsentantenhauses:
- Committee on Small Business
  - Economic Growth, Tax, and Capital Access
  - Innovation, Entrepreneurship, and Workforce Development
- Committee on Transportation and Infrastructure
  - Highways and Transit
  - Water Resources and Environment